# ريتشارد أشلي
ريتشارد أشلي (27 أكتوبر 1902 في المملكة المتحدة - 7 أغسطس 1974 في المملكة المتحدة) (بالإنجليزية: Richard Ashley)‏ هو لاعب كريكت بريطاني وبريطاني (وحمل سابقاً جنسية المملكة المتحدة لبريطانيا العظمى وأيرلندا). لعب مع Karnataka cricket team ‏ ونادي مقاطعة سومرست للكريكت ‏ وEuropeans cricket team ‏.

## وصلات خارجية
- ريتشارد أشلي على موقع إي آس بي آن كريك إنفو (الإنجليزية)